# لورنیاسور
لورنیاسور (نام علمی: Lourinhasaurus alenquerensis) نام یک گونه از شاخه طنابداران است.